# Мельник, Евгений Иванович
Евгений Иванович Мельник (укр. Євген Іванович Мельник; род. 14 мая 1956, Владимир-Волынский, Волынская область, УССР, СССР) — украинский политик. Народный депутат Украины. Заместитель председателя Волынской областной организации ВО «Свобода».

## Образование
Окончил Владимир-Волынскую среднюю школу № 2 (1973 год) и Полтавский медицинский институт (1978 год).
1979—1981 гг. — служба в армии. После службы в армии работал врачом стоматологом в различных населённых пунктах Волыни.
В 1986 году переехал в Луцк, где работал в областной стоматологической поликлинике, а с 1988 года — председателем врачебного кооператива.
1992—1994 гг. — заместитель управляющего «Инкомбанка».
1994—2010 годы — предпринимательская деятельность: директор автотранспортного и деревообрабатывающего предприятий, соучредитель фирмы «Володимирекобуд», был директором ООО «Укртрансзахид». С 2005 года — председатель общественной организации «Альтернатива».
В октябре 2010 года избран депутатом Волынского областного совета в многомандатном избирательном округе по избирательным списком Волынской областной организации ВО «Свобода». В областном совете был председателем постоянной комиссии по вопросам международного сотрудничества, внешнеэкономических связей и инвестиций.
На парламентских выборах 28 октября 2012 выдвиженец от ВО «Свобода» Евгений Мельник победил в одномандатном избирательном округе № 19 (центр — г. Владимир-Волынский), получив расположение 36,46 % избирателей. У ближайшего преследователя Сергея Ковальчука — 17,09 % голосов.
В Верховной Раде Евгений Мельник являлся членом фракции ВО «Свобода», членом Комитета ВРУ по вопросам промышленной и инвестиционной политики, членом межпарламентской ассамблеи Украины и Республики Польша.
На досрочных парламентских выборах 26 октября 2014 в одномандатном избирательном округе № 19 занял 3-е место, набрав 10,7 % голосов.

## Семья
Украинец. 
- Отец — Мельник Иван Степанович — врач, кандидат наук, репрессирован службами КГБ в 1981 году за националистические убеждения.
- Мать — Мельник Мария Ивановна.
- В семье Евгения Мельника было 12 детей и все получили высшее образование.